# Isabel de Hesse e Reno
Isabel Maria Alice Vitória de Hesse e do Reno, (em alemão: Elisabeth Marie Alice Victoria von Hessen und bei Rhein; 11 de março de 1895 – 16 de novembro de 1903) foi a única filha nascida de Ernesto Luís, Grão-Duque de Hesse e da sua primeira esposa, Vitória Melita de Saxe-Coburgo-Gota. Recebeu o nome em honra da sua tia, a grã-duquesa Isabel Feodorovna, irmã mais velha do seu pai, e ambas também partilhavam a alcunha de “Ella”.
Houve rumores de que a sua morte prematura tenha sido o resultado de uma tentativa de envenenamento destinada ao seu tio, o czar Nicolau II da Rússia, casado com a irmã mais nova do seu pai, Alexandra Feodorovna. Apesar de tudo, a causa oficial de morte, segundo os médicos, foi febre tifoide.

## Biografia

### Nascimento
Os pais de Isabel, Ernesto e Vitória (conhecidos na família por “Ernie” e "Ducky”) eram primos directos que se casaram sob pressão da avó de ambos, a rainha Vitória do Reino Unido. O casamento foi infeliz desde o início. 
A princesa Vitória Melita tinha apenas 18 anos quando deu à luz Isabel. Ela gostava da filha, mas achava difícil competir com a devoção de Ernesto à criança. O grão-duque de Hesse estava convencido ainda antes de Isabel conseguir falar de que apenas ele a conseguia compreender. Quando ela tinha seis meses estava planeado mudá-la para um novo quarto e Ernesto “perguntou-lhe” quais eram as cores que ela preferia, afirmando que Isabel dava gritinhos alegres quando ele lhe mostrava um tecido lilás e então decorou o quarto com essa cor. Mais tarde ele mandou construir uma casa de brincar em tamanho natural que ficava no seu próprio jardim. Os adultos não tinham permissão para entrar para a frustração de muitas amas e tutores que eram vistos agachados junto da casa a esperar impacientemente do lado de fora que ela acabasse as suas brincadeiras e saísse.

### Infância

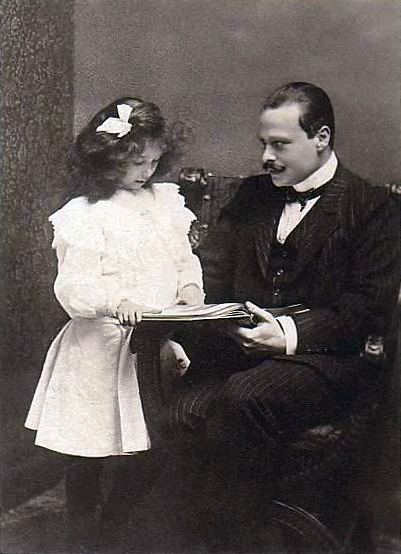
Isabel com o pai

Margaretta Eagar, uma ama das filhas do czar Nicolau II, descreveu Isabel como uma criança doce e bonita, com grandes olhos azul-acizentados e muito cabelo negro. Ela era muito parecida com a mãe, não só fisicamente como na personalidade.
Quando tinha quatro anos, Isabel queria uma irmã mais nova e tentou persuadir a sua tia e tio a deixá-la adoptar uma das suas primas, Tatiana Nikolaevna ou Maria Nikolaevna. Os seus pais tiveram apenas mais uma criança, um bebé que nasceu morto em 1900.
A bisavó de Isabel, a rainha Vitória do Reino Unido, gostava muito dela e chamava-a de a minha preciosidade. A velha rainha fez tudo ao seu alcance para impedir o divórcio entre os pais de Isabel, evocando a felicidade da sua bisneta como principal motivo para que o casal se mantivesse junto. Foi Isabel a primeira a ver a bisavó e a dar-lhe os parabéns quando ela completou 80 anos em 1899. Quando a criança de quatro anos ouviu a carroça da rainha a aproximar-se, correu para a varanda, acenou e gritou: Avózinha, estou aqui! e fez com que a rainha se risse como há muito não fazia. A avó de Isabel, Maria Alexandrovna da Rússia, levou-a para junto da sua bisavó no seu leito de morte no dia 22 de janeiro de 1901. Depois de a rainha morrer, Isabel foi levada para ver o corpo da bisavó e foi-lhe explicado que ela tinha ido para junto dos anjos. Mas eu não vejo as asas, sussurrou Isabel.
Isabel sentou-se ao lado do seu primo, o príncipe Eduardo de York (chamado de David pela família e que mais tarde seria o rei Eduardo VIII do Reino Unido) durante o funeral de Vitória. O pequeno David portou-se muito bem durante a cerimónia, escreveu a sua tia Maud, e teve o apoio da pequena menina Hesse que o protegeu e abraçou-o pelo pescoço a maior parte do tempo. Eles pareciam um casal tão doce.

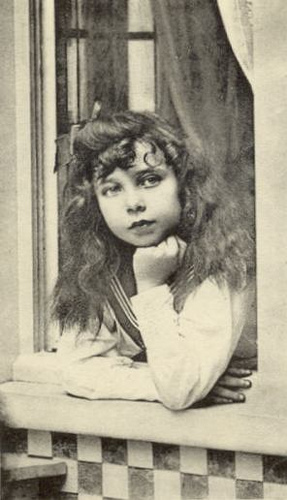
Princesa Elisabeth de Hesse por volta de 1901, espiando da janela de um teatro que seu pai construiu para ela. Apenas crianças podiam entrar no teatro e adultos, incluindo a babá, não podiam entrar.

Nas suas memórias, escritas mais de 30 anos após a morte de Isabel, o seu pai descreveu-a como "muito sensível e com um grande coração. Escreveu também que: nunca conheci uma criança que tivesse tanta influência com os adultos. A sua personalidade interior era muito forte e ela tinha uma qualidade natural que a impedia de ser mimada."
Em outubro de 1901, depois da morte da rainha Vitória, os pais de Isabel divorciaram-se finalmente. A sua mãe já mantinha um caso com outro primo directo, o grão-duque Cyril Vladimirovich com quem se casaria mais tarde. A separação significava que Isabel teria de dividir o seu ano entre Darmstadt e a casa da mãe em Coburgo. A principio a pequena criança ficou magoada com o divórcio e desenvolveu um certo ressentimento contra a sua mãe. Vitória Melita tentou resolver os problemas que tinha com a filha, tendo apenas um relativo sucesso na primavera de 1902. Apesar dos seus esforços, Vitória tinha pouca paciência e a sua filha acabava por passar grande parte do tempo com amas.
Nas suas memórias, Ernesto disse que tinha dificuldades em convencer Isabel a visitar a sua mãe. Antes de a entregar, encontrava-a a chorar, escondida atrás do sofá, desesperada. Ele garantiu à filha que a mãe também a adorava. A mamã diz que me adora, mas tu adoras-me mesmo, respondeu Isabel. Margaret Eagar disse que os olhos de Isabel eram os mais tristes que ela tinha visto. Quando olhava para aqueles olhos verdes, via sempre um olhar de tristeza que contrastava com a cara infantil, disse ela. A ama perguntou-se várias vezes se a criança tinha premunições em relação à sua morte prematura, uma vez que era frequente dizer à sua prima Olga Nikolaevna que Eu nunca mais vou ver isto outra vez. Apesar de tudo, Isabel era, geralmente, uma criança doce e feliz que acalmava sempre os ânimos quando as suas primas discutiam.

### Morte
No dia 6 de outubro de 1903, Ernesto organizou uma grande reunião de família, em Darmstadt, em honra da sua sobrinha, a princesa Alice de Battenberg que se ia casar com o príncipe André da Grécia e Dinamarca. Algumas semanas mais tarde, levou Isabel até à Polónia para passar as férias com a sua tia, a imperatriz Alexandra Feodorovna e a sua família. Na casa de férias da família imperial russa em Skierniewice, Isabel costumava dar longas caminhadas e participava em alegres piqueniques na floresta com as primas.
A sua ama (que chamava Isabel de o meu bebé) acordou-a no meio da noite para a colocar perto da janela onde ela conseguisse ver um jogo que estava a decorrer no jardim. Na manhã seguinte, a criança de oito anos acordou com a garganta irritada e dores no peito que o médico diagnosticou como o resultado do dia agitado que ela tinha tido. Mesmo quando ela começou a sofrer de febre alta, a corte russa pensou que não se tratava de nada sério e decidiu continuar com os planos para o dia que incluíam uma ida ao teatro. Nessa noite, Isabel estava a sofrer ainda mais e começou a sentir falta de ar. Foi chamado um especialista de Varsóvia que lhe deu injecções de cafeína e carbono para estimular o seu coração lento, mas não teve sucesso.
Subitamente ela sentou-se na cama e olhou para cada um de nós com os olhos muito abertos e assustados, escreveu Eagar. De repente começou a chorar e a gritar: ‘Estou a morrer! Estou a morrer!’  Disseram-lhe para se voltar a deitar, mas ela continuou agitada. A criança virou-se para mim e disse muito nervosa: ‘Envia um telegrama à mamãe’. Eagar prometeu que o seu pedido seria satisfeito. Continuamos a ter esperança, mas ela piorava de momento para momento. Ela começou a falar com as primas e parecia estar a imaginar brincar com elas. Pediu para ver a pequena Anastásia e eu trouxe a bebé a chorar para o quarto. Os olhos quase mortos dela pousaram na prima por um momento e a Anastásia disse: ‘Coitada da prima Ella! Coitada da princesa Isabel!’ Então tirei a bebé do quarto.
Os médicos disseram a Alexandra Feodorovna que a mãe da criança devia ser avisada, mas o telegrama só chegou quando Isabel já estava morta. Uma autópsia realizada após a sua morte confirmou que ela morrera devido a um violento ataque de febre tifoide, apesar dos rumores que diziam que ela tinha comido a refeição envenenada do czar por engano.

### Funeral e legado
O corpo de Isabel foi colocado num caixão de prata, um presente do seu tio Nicolau II, e enviado para Darmstadt. O seu pai organizou um funeral branco, substituindo assim o preto tradicional por flores e cavalos brancos para a procissão. A população de Hesse saiu à rua aos milhares para assistir ao funeral e choraram em uníssono para que eu as pudesse ouvir, escreveu Ernesto. 
Um primo, o kaiser Guilherme II, expressou o choque que sentiu com a morte de Isabel numa carta que escreveu a Nicolau II no dia 7 de novembro de 1903: Que feliz e alegre ela estava naquele dia em Wolfgarten quando eu estava lá, tão cheia de vida e divertida e saudável… Que golpe terrível para o pobre Ernie, que era devoto e adorava aquele pequeno encanto!
Isabel foi enterrada em Rosenhole, junto de outros membros da família real de Hesse. Mais tarde foi construído um anjo de mármore para tomar conta da campa. Como gesto final entre Isabel e Ernesto, a mãe da criança, Vitória Melita, colocou  no caixão da filha a sua faixa da Ordem de Hesse que tinha recebido no seu casamento.
Ernesto continuava devastado com a morte da filha trinta anos mais tarde quando escreveu as suas memórias. A minha pequena Isabel, escreveu ele, era a luz da minha vida.